# Ле-Бейкер, Джеффри

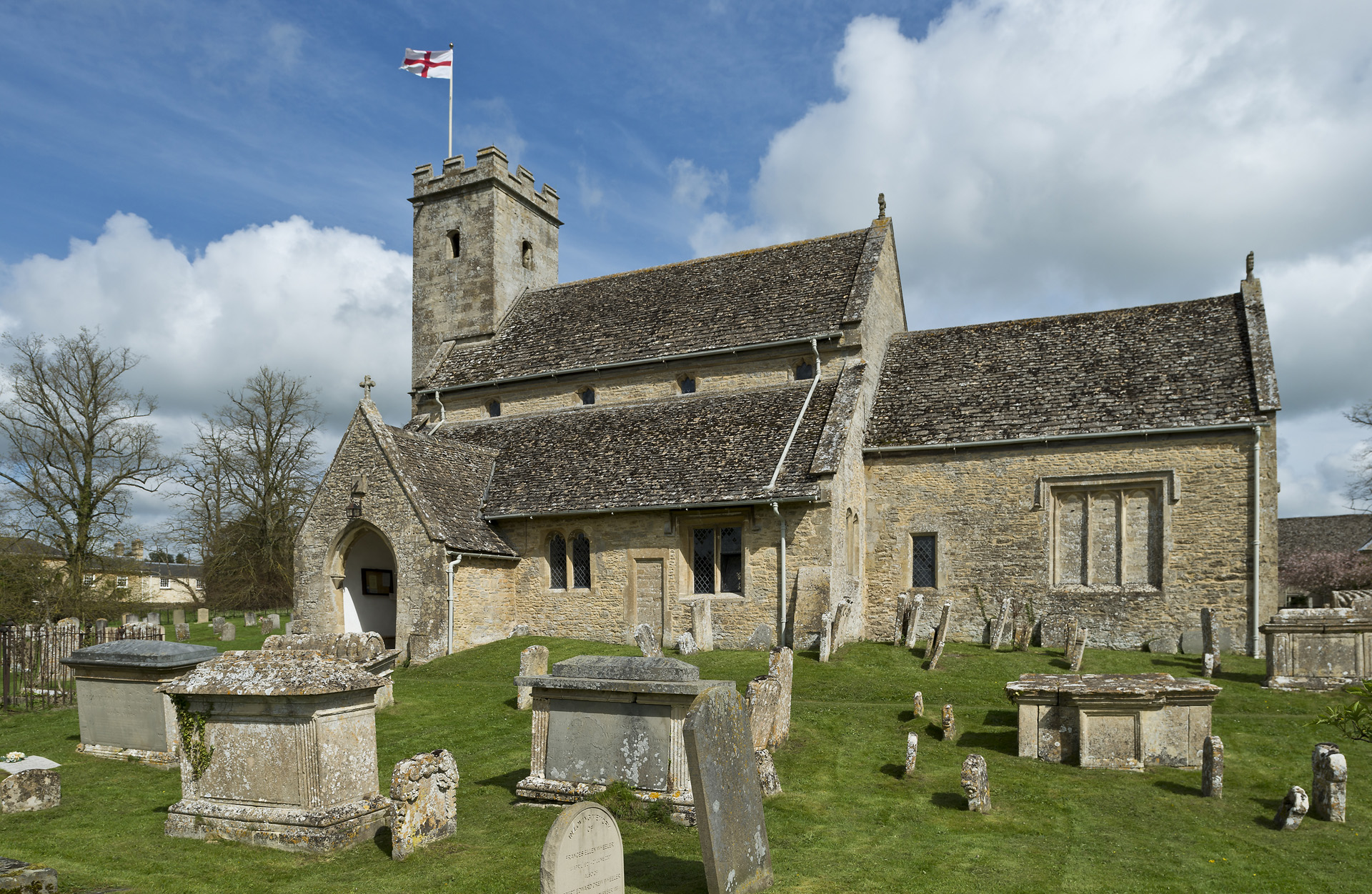
Приходская церковь Девы Марии в Суинбруке, Оксфордшир, XII в.

Джеффри Ле-Бейкер, также Жоффруа Ле Бейкер (англ. Geoffrey the Baker, фр. Geoffrey Le Baker, лат. Galfridus Le Baker, около 1326 — после 1356 или 1358) — английский хронист, приходской священник из Суинбрука (Оксфордшир), один из летописцев начального периода Столетней войны. Известен также как Уолтер из Суинбрука (англ. Walter of Swinbroke).

## Биография
Родился около 1326 года в деревне Суинбрук (англ. Swinbroke), или Суинборн (англ. Swinborn) в Оксфордшире. Согласно разысканиям известного историка и антиквария второй пол. XVI — нач. XVII в. Уильяма Кемдена, он принадлежал к белому духовенству и в 1340-е годы служил регулярным каноником в Осни, где, возможно, работал в библиотеке местного монастыря августинцев.
Пользовался покровительством влиятельной семьи де Боэнов, графов Херефорских, а также сэра Томаса Мура, или де Ла Мора, рыцаря из Нортмура и члена парламента (ум. после 1347).
Умер, вероятно, в Осни не позже 1360 года.

## Сочинения
Основным историческим трудом Ле-Бейкера является «Хроника Англии времён Эдуарда II и Эдуарда III» (лат. Chronicon Angliae temporibus Edwardi II et Edwardi III), которую он составил на латыни по заказу Томаса Мура. Начатая около 1350 года и завершённая в 1358 году, она охватывает события 1303—1356 годов.
Источником для Ле-Бейкера в изложении событий до 1341 года в основном послужила «История нашего времени» Адама Муримута и личные воспоминания Томаса де ла Мора и других участников описываемых событий, например, ветерана битвы при Бэннокберне (1314) Роберта Бастона, а при описании более поздних — собственные впечатления, а также официальные документы, в том числе королевские письма, вероятно, полученные хронистом от своих знатных покровителей.
Почти не интересуясь событиями в Англии, Ле-Бейкер подробно описывает военные кампании короля Эдуарда III и Чёрного принца во Франции и Шотландии, в частности, подробно рассказывая о битве при Пуатье (1356). Для его сочинения характерно внимание к деталям, в частности, к военному делу, вооружению и тактическим приёмам, а подробное описание поединков, турниров и придворных праздников свидетельствует об ориентации его на литературные вкусы рыцарства.
Вместе с тем, исследователи отмечают склонность Ле Бейкера к преувеличениям и наличие в его работе недостоверной информации. Так, около 1349 года записал устный рассказ Уильяма Бишопа, близко знакомого с убийцами Эдуарда II Томасом Гурни и Джоном Мальтраверсом, который утверждал, что те казнили короля в замке Беркли, воткнув ему в зад раскалённую кочергу.
Составил также краткий компилятивный «Chroniculum», излагавший события от сотворения мира до 1336 года, в котором использовал двойную хронологию, первую от Рождества Христова и вторую, отсчитывая в обратном порядке время со дня его составления, в качестве которого указал пятницу 13 июля 1347 года. В 1350-х годах написал также «Жизнь и смерть Эдуарда II», приписывавшуюся позже его покровителю де Ла Мору.
Известна лишь одна полная рукопись «Хроники Англии» Ле-Бейкера из собрания Бодлианской библиотеки Оксфордского университета (MS. Bodley 761). Видимо, именно по ней хронику напечатал в 1603 году Франкфурте Уильям Кемден, включив её в свой сборник «Старинных известий об Англии, Нормандии, Ирландии и Уэльсе» (лат. Anglica, Normannica, Hibernica, Cambrica, a veteribus scripta) под именем Томаса де Ла Мора. В 1847 году она была опубликована в Лондоне историком Джоном Алленом Джайлзом. В 1889 году в Оксфорде вышло новое издание хроники, подготовленное известным палеографом и хранителем Британского музея Эдвардом Мондом Томпсоном. Комментированный английский перевод её, выполненный Дэвидом Пристом, опубликован был в 2018 году в Вудбридже под редакцией историка-медиевиста профессора Йоркского университета Ричарда Барбера.

## Публикации
- Galfridi Le Baker de Swinbroke. Chronicon Angliae temporibus Edwardi II et Edwardi III, ed. by J. A. Giles (John Allen). — London: Jacob Bohn, 1847. — 278 p.
- Chronicon Galfridi le Baker de Swynebroke, ed. by E. M. Thompson. — Oxford: Clarendon Press, 1889. — xx, 340 p.
- The Chronicle of Geoffrey le Baker of Swinbrook. Translated by David Preest. Introduction and notes by Richard Barber. — Woodbridge: Boydell Press, 2018. — 184 p. — ISBN 978-1783273041.